# Chính sách thị thực của Malaysia

Thị thực Malaysia

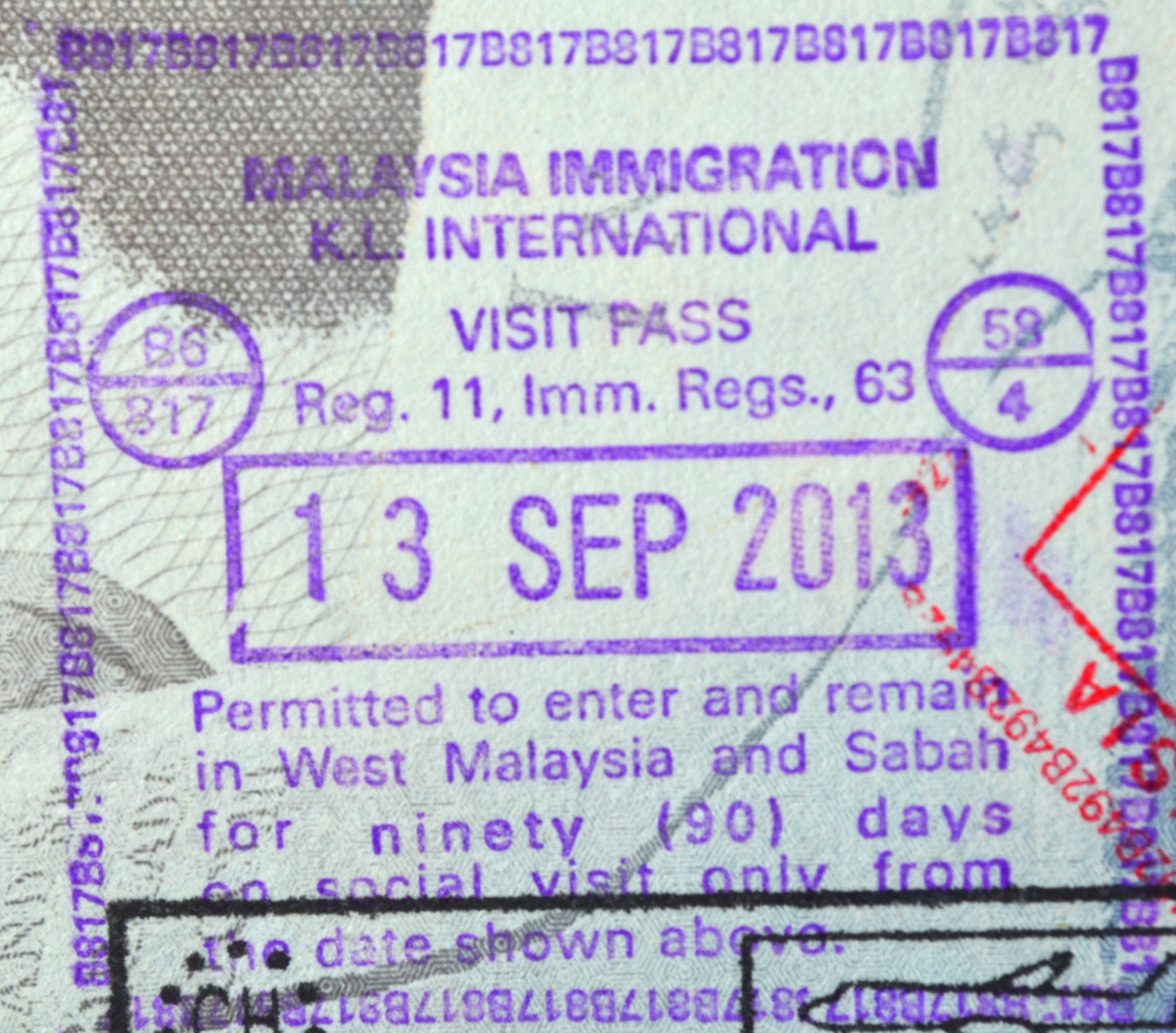
Dấu nhập cảnh Malaysia

Du khách đến Malaysia phải xin thị thực từ một trong những phái bộ ngoại giao Malaysia trừ khi họ đến từ một trong những quốc gia được miễn thị thực. Tất cả hành khách phải sở hữu hộ chiếu còn hạn 6 tháng.

## Bản đồ chính sách thị thực

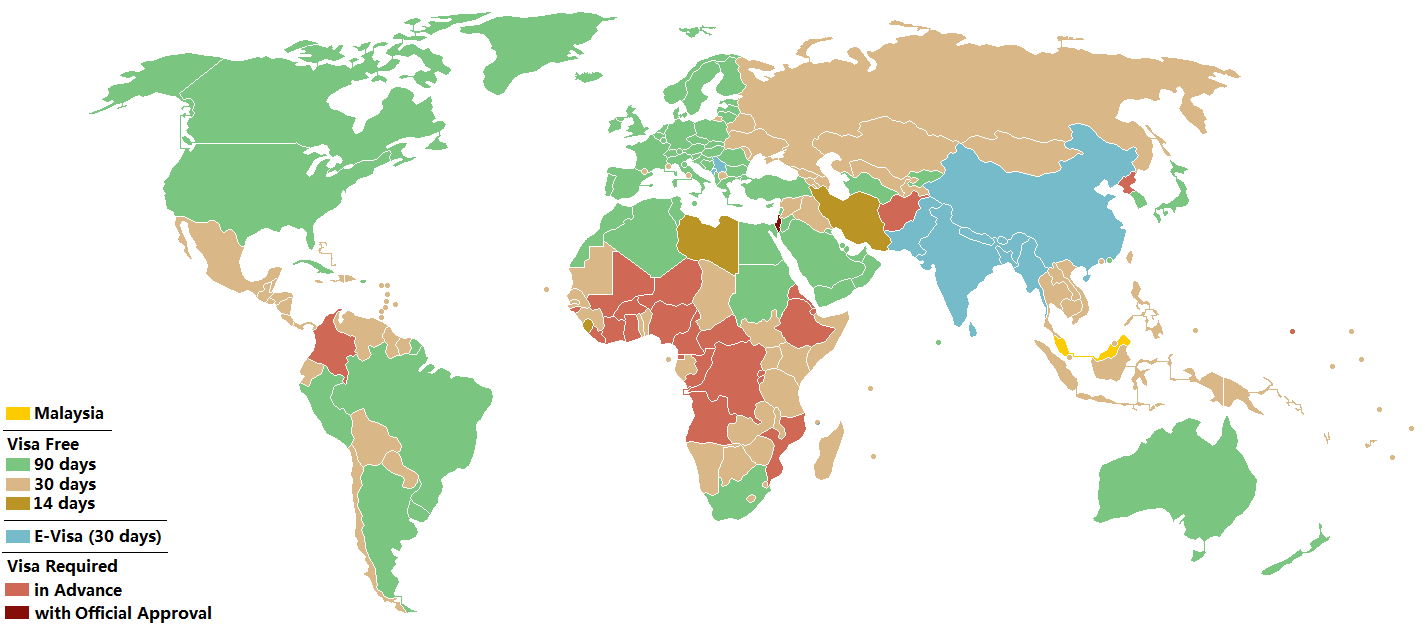
Chính sách thị thực Malaysia
Malaysia
Miễn thị thực (90 ngày)
Miễn thị thực (30 ngày)
Miễn thị thực (14 ngày)
Thị thực điện tử (30 ngày)
Cần xin thị thực từ trước
Chỉ cấp thị thực nếu được phê chuẩn chính thức

## Miễn thị thực
Theo IATA người sở hữu hộ chiếu được cấp bởi các quốc gia và vùng lãnh thổ sau có thể đến Malaysia mà không cần thị thực.

### 90 ngày
Người sở hữu hộ chiếu được cấp bởi 63 quốc gia và vùng lãnh thổ sau có thể đến Malaysia mà không cần thị lên đến 90 ngày.
| - Tất cả công dân Liên minh Châu Âu \| - Ả Rập Saudi - Ai Cập - Albania - Algeria - Argentina - Bahrain - Bosna và Hercegovina - Brasil - Các Tiểu vương quốc Ả Rập Thống nhất - Canada \| - Cuba - Hoa Kỳ - Iceland - Jordan - Kuwait - Kyrgyzstan - Liban - Liechtenstein - Maldives - Maroc \| - New Zealand - Nhật Bản - Na Uy - Oman - Peru - Qatar - San Marino - Nam Phi - Hàn Quốc - Sudan \| - Thụy Sĩ - Tunisia - Thổ Nhĩ Kỳ - Turkmenistan - Úc - Uruguay - Yemen - Syria \| \| | |                                                                                                  |                                                                                |  |
| - Ả Rập Saudi - Ai Cập - Albania - Algeria - Argentina - Bahrain - Bosna và Hercegovina - Brasil - Các Tiểu vương quốc Ả Rập Thống nhất - Canada | - Cuba - Hoa Kỳ - Iceland - Jordan - Kuwait - Kyrgyzstan - Liban - Liechtenstein - Maldives - Maroc | - New Zealand - Nhật Bản - Na Uy - Oman - Peru - Qatar - San Marino - Nam Phi - Hàn Quốc - Sudan | - Thụy Sĩ - Tunisia - Thổ Nhĩ Kỳ - Turkmenistan - Úc - Uruguay - Yemen - Syria |  |

### 30 ngày
Người sở hữu hộ chiếu được cấp bởi 97 quốc gia và vùng lãnh thổ sau có thể đến Malaysia mà không cần thị thực lên đến 30 ngày.
| - Andorra - Antigua và Barbuda - Armenia - Azerbaijan - Bahamas - Barbados - Belarus - Belize - Benin - Bolivia - Botswana - Brunei - Campuchia - Cape Verde - Chad - Chile - Comoros - Costa Rica - Dominica - Cộng hòa Dominica - Ecuador - El Salvador - Fiji - Gabon - Gambia - Georgia - Grenada - Guatemala - Guinea - Guyana - Sierra Leone - Somalia | - Haiti - Honduras - Hồng Kông - Indonesia - Iraq - Jamaica - Kazakhstan - Kenya - Kiribati - Lào - Lesotho - Macau - Macedonia - Madagascar - Malawi - Quần đảo Marshall - Mauritania - Mauritius - Mexico - Moldova - Monaco - Mongolia - Namibia - Nauru - Nicaragua - Palau - Palestine - Panama - Papua New Guinea - Paraguay - Philippines - Nga | - Saint Kitts và Nevis - Saint Lucia - Saint Vincent và Grenadines - Samoa - São Tomé và Príncipe - Senegal - Seychelles - Singapore - Quần đảo Solomon - Nam Sudan - Suriname - Swaziland - Đài Loan - Tajikistan - Tanzania - Thái Lan - Đông Timor - Togo - Tonga - Trinidad và Tobago - Tuvalu - Uganda - Ukraina - Uzbekistan - Vanuatu - Thành Vatican - Venezuela - Việt Nam - Zambia - Zimbabwe |  |

### 14 ngày
Người sở hữu hộ chiếu được cấp bởi 2 quốc gia và vùng lãnh thổ sau có thể đến Malaysia mà không cần thị lên đến 14 ngày.
| - Iran - Libya |

Ngoài ra, người sở hữu  Giấy phép du hành đặc biệt Macao được cấp thị thực miễn phí 14 ngày.

## Thẻ đi lại doanh nhân APEC
Người sở hữu hộ chiếu được cấp bởi các quốc gia sau mà có Thẻ đi lại doanh nhân APEC (ABTC) có mã "MYS" tại mặt sau có thể đến Malaysia công tác mà không cần thị thực lên đến 60 ngày.
ABTC được cấp cho công dân của:
| - Brunei - Chile - Đài Loan - Hồng Kông - Indonesia - Hàn Quốc - Mexico - New Zealand - Nga | - Nhật Bản - Papua New Guinea - Peru - Philippines - Singapore - Thái Lan - Trung Quốc - Úc - Việt Nam |  |

## Thống kê
Hầu hết du khách đến Malaysia ngắn hạn đều đến từ một trong các quốc gia sau:
| Quốc gia/Vùng lãnh thổ | 2016       | 2015       | 2014       | 2013       | 2012        |
| ---------------------- | ---------- | ---------- | ---------- | ---------- | ----------- |
| Singapore              | 13.272.961 | 12.930.754 | 13.932.967 | 13.178.774 | 13.014.268  |
| Indonesia              | 3.049.964  | 2.788.033  | 2.827.533  | 2.548.021  | 2.382.606   |
| Trung Quốc             | 2.124.942  | 1.677.163  | 1.613.355  | 1.791.423  | 1.558.785   |
| Thái Lan               | 1.780.800  | 1.343.569  | 1.299.298  | 1.156.452  | 1,.263,.024 |
| Brunei                 | 1.391.016  | 1.133.555  | 1.213.110  | 1.238.871  | 1.258.070   |
| Ấn Độ                  | 638.578    | 722.141    | 770.108    | 650.989    | 691.271     |
| Hàn Quốc               | 444.439    | 421.161    | 385.769    | 274.622    | 283.977     |
| Philippines            | 417.446    | 554.917    | 618.538    | 557.147    | 508.744     |
| Nhật Bản               | 413.768    | 483.569    | 553.106    | 513.076    | 470.008     |
| Vương quốc Anh         | 400.269    | 401.019    | 445.789    | 413.472    | 402.207     |
| Úc                     | 377.727    | 486.948    | 571.328    | 526.342    | 507.948     |
| Đài Loan               | 300.861    | 283.224    | 274.665    | 286.266    | 242.519     |
| Hoa Kỳ                 | 217.075    | 237.768    | 262.106    | 246.936    | 240.134     |
| Việt Nam               | 216.877    | 229.626    | 285.716    | 235.700    | 211.008     |
| Pháp                   | 134.257    | 151.474    | 169.973    | 145.108    | 134.823     |
| Bangladesh             | 130.276    | 147.152    | 204.418    | 134.663    | 86.465      |